# یانیک کولباخر
یانیک کولباخر (آلمانی: Jannik Kohlbacher؛ زادهٔ ۱۹ ژوئیهٔ ۱۹۹۵) بازیکن هندبال اهل آلمان است.